# Nowa Karczma (województwo warmińsko-mazurskie)
Nowa Karczma (do 1945 r. niem. Neukrug) – osada w Polsce położona w województwie warmińsko-mazurskim, w powiecie bartoszyckim, w gminie Górowo Iławeckie. W latach 1975–1998 miejscowość położona była w województwie olsztyńskim.

## Historia
W 1889 r. Nowa Karczma była majątkiem ziemskim, który wraz z folwarkiem zajmował 544 ha.
W 1983 r. był to PGR z 10 domami i 104 mieszkańcami. W tym czasie było tu przedszkole, świetlica, punkt biblioteczny, klub, sala kinowa na 100 miejsc, a ulice miały elektryczne oświetlenie.